# Jacques-Bénigne Bossuet

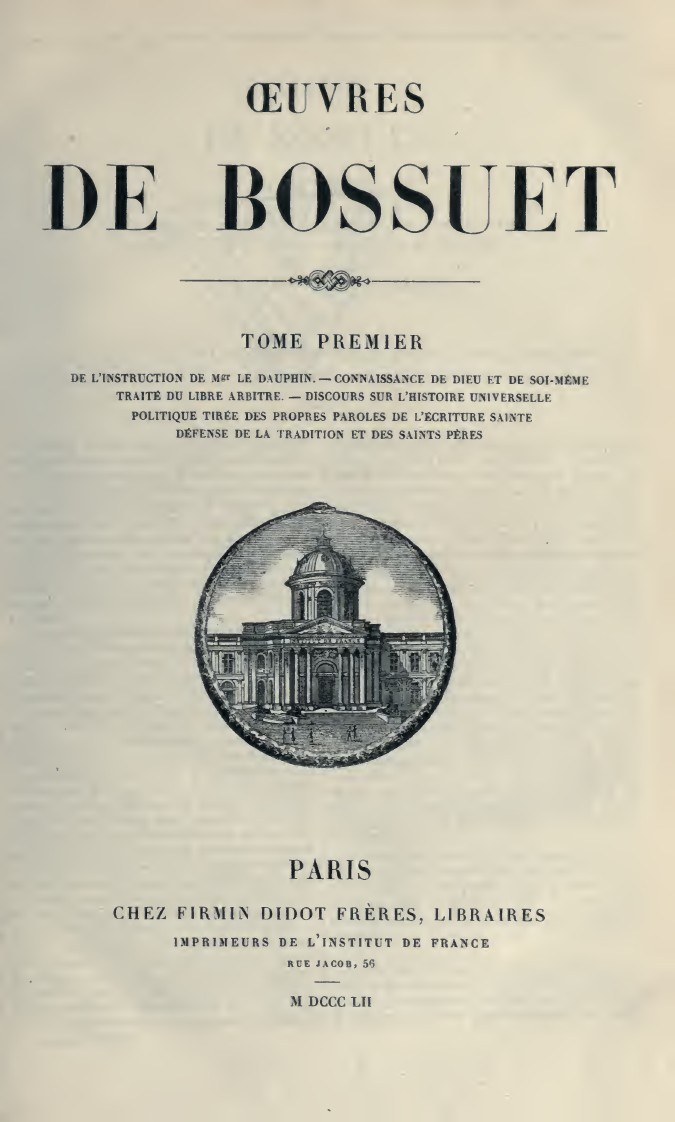
Oeuvres, 1852

Jacques Benigne Bossuet (Dijon, 27 de setembre de 1627 † París, 12 d'abril de 1704) va ser un destacat clergue, predicador i intel·lectual francès. Defensor de la teoria de l'origen diví del poder per justificar l'absolutisme de Lluís XIV. Va actuar decisivament en l'Assemblea del Clergat Francès de 1682 que va sustentar la doctrina del predomini del rei sobre l'església catòlica a França, anomenat gal·licanisme. És considerat com un dels historiadors més influents del corrent providencialista.

## Inicis
Originari d'una família de magistrats, es va educar amb els Jesuïtes a Dijon, que li dispensen una formació clàssica (grec i llatí). Als 15 anys continua els estudis a París, al Collège de Navarre, on té com a mestre Nicolas Cornet, amb qui estudia en profunditat filosofia i teologia. Tot i que estava destinat per naixement al sacerdoci (com és habitual en la societat estamental), freqüenta el món per algun temps. Admira Corneille, es dona a l'escriptura de versos preciosistes i no li feia ois a freqüentar Hôtel de Rambouillet. És ordenat sotsdiaca a Langres el 1648 moment en què trenca amb el segle i redacta una Méditation sur la Brièveté de la Vie (Meditació sobre la brevetat de la vida), en la qual es pot veure el germen de les seves obres futures. El mateix any exposa les seves idees sobre el paper de la Providència en la seva Méditation sur la Félicité des saints (Meditació sobre la felicitat dels sants). El 1652, es doctorà en teologia i ordenat sacerdot, alhora que arxidiaca de Sarrebourg; més tard, el 1654, obté el mateix benefici eclesiàstic a Metz. Allà la seva fama de predicador el va conduir al bisbat de Condom i a la preceptura del Delfí (1670) La seva vida va estar plena de polèmiques en defensa de la fe cristiana.

## Sermons
Cridat de seguida des de París, es va guanyar una gran reputació pels seus sermons i panegírics de sants. Gaudeix de l'estima de la reina mare i el mateix rei, alhora que obté un gran nombre de conversions de protestants (són els darrers anys en què encara es beneficiaven de les condicions favorables de l'Edicte de Nantes), entre les quals pot citar-se les d'Henri de la Tour d'Auvergne-Bouillon (Turenne), Philippe de Courcillon (marquès de Dangeau) i Mademoiselle de Duras. Per ajudar a aquestes conversions redacta Exposition de la doctrine de l'Église (Exposició de la doctrina de l'Església). Hi recull diverses influències: la del jesuïta Claude de Lingendes, les dels jansenistes Saint-Cyran i Singlin, i la principal, de sant Vicenç de Paül, a través de les conferències sobre la predicació a Saint-Lazare, a les quals Bossuet assisteix. La seva eloqüència es remarca, es fa més propera i senzilla.
La major part els seus discursos improvisats s'han perdut. Solia meditar el text unes hores abans de pronunciar-lo i hi anotava algunes paraules o passatges dels Sants Pares per guiar-se. Algunes vegades dictava ràpidament els paràgrafs més llargs i després s'abandonava a la inspiració del moment o a la impressió que produïa en l'auditori.
Es conserven dos-cents dels cinc-cents o sis-cents que va haver de pronunciar, ja que Bossuet no els considerava obres literàries dignes de la impremta. A final del segle xviii, gràcies al treball de Dom Deforis, es recopilen els que s'han conservat fins avui. No obstant això, fet i fet són mers esborranys que no ens ofereixen més que una idea aproximada de la seva predicació.

## Bisbe de Condom
El 21 de setembre de 1670, a l'església dels Corders de Pontoise, Charles-Maurice Le Tellier, arquebisbe de Reims, amb el consentiment del Papa, consagra Jacques Benigne Bossuet com a bisbe de Condom (Gers).

## Oracions fúnebres
Durant els anys següents, pronuncia les dotze Oraisons Funèbres, en què fa sentir amb potència i musicalitat la futilitat de les grandeses humanes. El 1669 pronuncia la d'Enriqueta de França (1609-1669), reina d'Anglaterra, i al cap de nou mesos, la de la seva filla Enriqueta d'Anglaterra, coneguda com a Madame, cunyada del rei, l'oració fúnebre de la qual és la més cèlebre (« … Madame se meurt, Madame est morte… »). El 1683 fa la de la reina Maria Teresa d'Àustria. Són obres mestres d'eloqüència incomparables amb qualsevol altre exemple si no ens remuntem a l'antiguitat clàssica. Bossuet no se serveix de la llengua d'altres homes: en construeix una de pròpia, de manera que s'acomodi a la seva manera de pensar i de sentir. Tant les expressions com els girs, moviments, construcció i harmonia, són propis.

## Preceptor del Delfí
És nomenat preceptor del Delfí (hereu del tron) Lluís de França (1661-1711), el fill del rei Lluís XIV i de Maria Teresa d'Àustria (1638-1683). El 1681, escriu el Discours sur l'histoire universelle (Discurs sobre la història universal), en què, després de presentar un ràpid resum dels esdeveniments, cerca les raons dels designis de Déu per a l'Església. El mateix Voltaire va quedar més tard sorprès de la força majestuosa amb què descriu els costums, el govern, l'apogeu i la caiguda dels grans imperis, i dels traços ràpids i enèrgics amb què pinta i jutja les nacions. També per al Delfí, escriu el Traité de la connaissance de Dieu et de soi-même (Tractat del coneixement de Déu i d'un mateix), en el qual en general segueix la doctrina de René Descartes i es mostra tan gran filòsof com escriptor.
Temps després és elegit membre de l'Acadèmia Francesa.

## Bisbe de Meaux
El 1681, conclosa l'educació del Delfí, és nomenat bisbe de Meaux (d'aquí ve el seu sobrenom "l'Àliga de Meaux") on es dedica a les tasques episcopals, amb freqüents predicacions i una especial lluita, com a teòleg, contra els protestants, entre els qui aconsegueix conversions sonades, com la de Joseph Saurin. Redacta el cèlebre Catéchisme de Meaux (1687) (Catecisme de Meaux) i, per a les religioses de la seva diòcesi, les Méditations sur l'Evangile (Meditacions sobre l'Evangeli) i les Elevations sur les Mystères (Elevacions sobre els Misteris).

## Predicador
Bossuet va jugar un gran paper com a predicador i director de l'Assemblea del clergat de França de 1682, en ocasió de l'enfrontament entre rei i el papa. Va ser l'autor de la Declaració sobre les llibertats de l'Església gal·licà, que fixa els límits del poder del papa, i redacta els Quatre Articles de 1682, que acabaran per convertir-se en llei a França i van donar lloc a vives discussions. El papa, irritat, els va fer cremar, però no va arribar a qualificar-los d'herètics. Es coneix aquest moviment com a gal·licanisme, doctrina que influirà particularment a Espanya amb l'arribada dels Borbons (Felip V) el 1700 (vegeu Regalisme).

## Lluita contra el quietisme
Entrarà en un aspre conflicte amb Fénelon, bisbe de Cambrai, que s'inclinava cap al quietisme: persegueix amb especial acarnissament el seu adversari fins a aconseguir que caigués en desgràcia davant el rei i s'exiliés. També obté la condemna del papa a les Maximes des Saints (Màximes dels Sants) on Fénelon sostenia la doctrina de l'amor de Déu per si mateix, sense barreja de l'anomenada teològicament por servil.
Bossuet va morir a causa d'un càlcul renal a París, el 12 abril 1704.
En ell culmina la interpretació històrica basada en les idees divines. Ell serà el referent quan arribi la Il·lustració, ja que tots els seus autors es dedicaran a criticar Bossuet, sobretot Voltaire.